# 山野政彦
山野 政彦（やまの まさひこ、1965年5月24日 - ）は、日本の実業家、山野楽器代表取締役社長、4代目。

## 人物・経歴
1965年5月24日、東京都生まれ。1892年（明治25年）創業の株式会社山野楽器の4代目として育つ。
立教高等学校（現・立教新座高等学校）、立教大学経済学部経営学科（現・経営学部）卒業。
1988年1月、山野楽器入社。1990年6月、専務取締役営業本部長、2000年6月、代表取締役専務。
2003年4月、代表取締役社長に就任。
元プロ野球選手でタレントの長嶋一茂とは幼稚園から大学まで一緒の長年の友人で、幼稚園は長嶋家のすぐそばにあり、高校の寮でも一緒であった。山野楽器・銀座本店に隣接するミキモト・銀座本店のクリスマスツリーのイルミネーションを引き継いだのも、一茂から指名を受けたことがきっかけとなった。
50歳を機にエレキギターを始めたが、コロナ禍をきっかけに、元々演奏していたピアノを復活した。他にも、幼い頃から野球が好きで、趣味で少年野球の指導を2016年度まで10年間行っていた。現在は、ゴルフを楽しんでいる。